# 偽痴呆
偽痴呆（ぎちほう）、仮性痴呆（かせいちほう）は、実際の知能低下がないにもかかわらず、あたかも認知症であるかのような症状を示す状態の総称である。

代表的なものがうつによる偽痴呆である。うつを構成する症状として集中力の低下、記憶力の低下・意欲の低下などがあり、特に老人ではこれらの症状が目立ちやすい。結果として、あたかも認知症となったかのような印象を与えることがある。しかし実際の知能障害ではないため、抗うつ薬などによる治療によって改善することができる。
全身疾患では甲状腺機能低下症によるものは見落とされてはいけない。中枢神経疾患に起因するものとしては慢性硬膜下血腫、正常圧水頭症が痴呆様症状を呈し、これらも原疾患の治療により改善が期待できる。（ただし、中枢神経疾患による痴呆を「偽痴呆」と呼ぶことはあまりない）
拘禁反応の一症状としての的はずれ応答、すなわちガンザー症候群も偽痴呆と呼ばれることがある。これは詐病とも取れるような奇妙な言動を発するものであるが、拘禁反応は抑うつを症状として合併することが多く、それともあいまって一見知能が高度に失われたかのように見えることがある。